# خط الغلس

خط الغلس

خَطُّ الغَلَسِ (بالإنجليزية: terminator أو twilight zone)‏ هو خط متحرك يفصل بين الوجه المضيء والوجه المظلم لكوكب ما.

## معرض صور

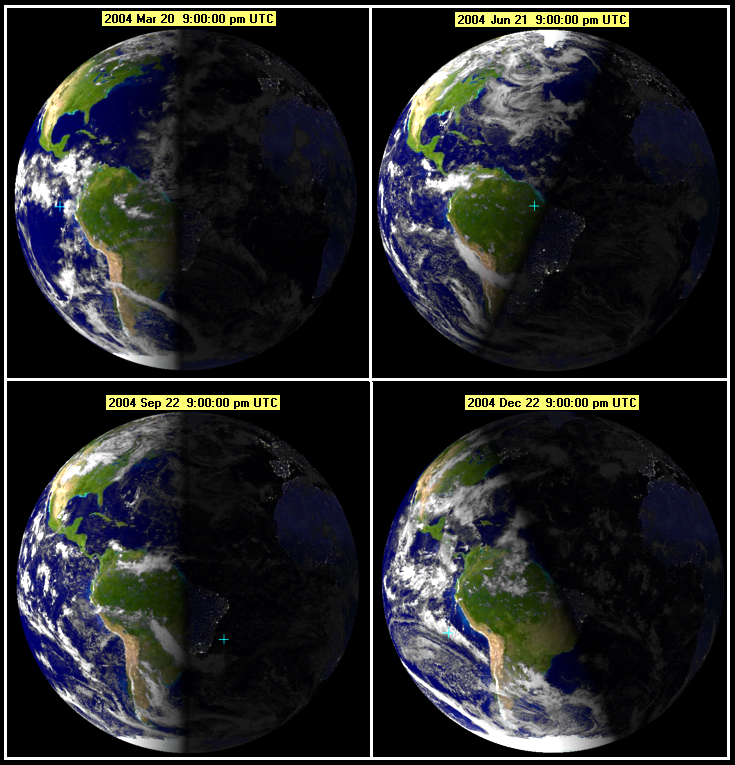
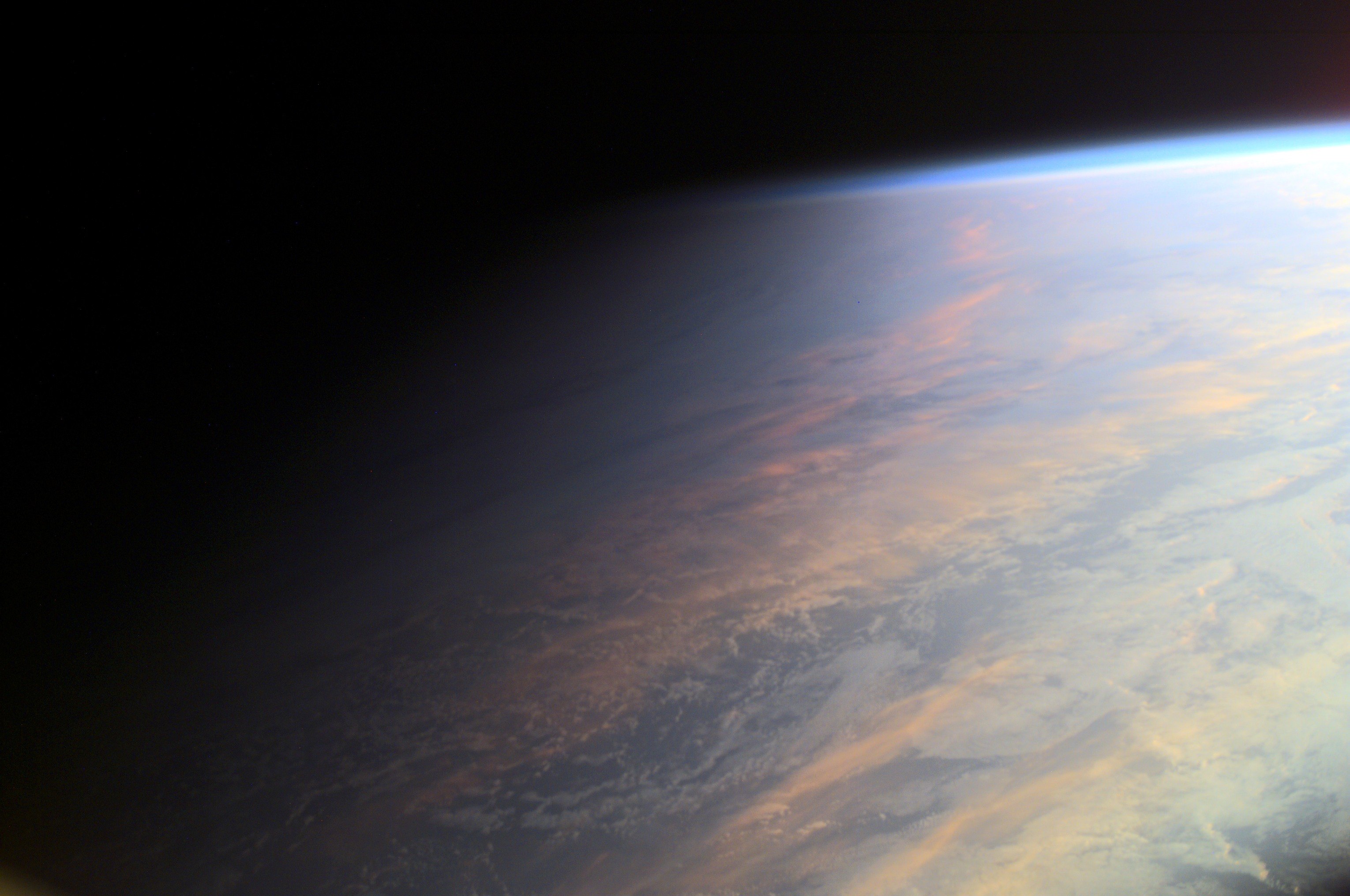
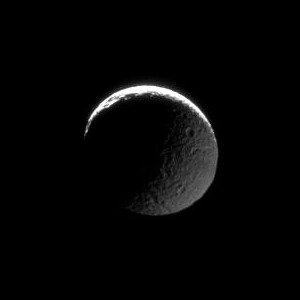